# На голках (фільм)
«На голка́х» — російський художній фільм режисера Олександра Атанесяна за мотивами п'єси Рея Куні «Не обслуговується» («Номер 13»).

## Зміст
Кандидат в депутати Державної Думи від міста Великі Луки Петро Соломатін прибуває в Москву на роботу, проте на засідання до парламенту не поспішає. Замість цього він має намір усамітнитися зі своєю секретаркою Єлизаветою Кошкіною в одному з комфортабельних номерів дорогого готелю в центрі столиці. Шлюбний танець кандидата перериває дуже неприємна пригода: на своєму балконі Соломатін виявляє бездиханне тіло невідомого чоловіка, придавлене віконною рамою. Надати інциденту розголосу політик не в силах — якщо інформація просочиться в пресу, з його кар'єрою буде покінчено. Соломатін вирішує заховати тіло і закликає на допомогу свого вірного помічника Костянтина Вишневського. Обставини ускладнюються ще більше, коли з'ясовується, що тіло належить детективу, найнятому чоловіком Кошкіної Василем, щоб застукати її з коханцем на місці злочину. В процесі розкручування сюжету до інтриги підключаються чоловіки, дружини, матері і інші персонажі, які заплутують дійство в нескінченний клубок інтриг, розплутати який належить раптово воскреслому детективу.

## Ролі
| Актор             | Роль                                                                         |
| ----------------- | ---------------------------------------------------------------------------- |
| Едуард Радзюкевич | Петро Соломатін, кандидат у депутати від міста Великі Луки                   |
| Андрій Кайков     | Костя Вишневський, помічник Соломатіна («Ідеаліст із заниженою самооцінкою») |
| Євгенія Трофімова | Ліза Кошкіна, секретарка Соломатіна («Красуня, не обтяжена інтелектом»)      |
| Андрій Панін      | Василь Кошкін, стоматолог, чоловік Лізи                                      |
| Олександр Олешко  | адміністратор готелю                                                         |
| Нонна Гришаєва    | Олена Миколаївна, дружина Соломатіна                                         |
| Роман Костомаров  | детектив Краснов                                                             |
| Олексій Панін     | Георгій Распутін, офіціант                                                   |
| Тетяна Орлова     | Інга Семенівна, доглядальниця                                                |
| Олександр Головін | Петя («Амбіційний юнак із сусіднього номера»)                                |

## Про роботу над картиною
Олександр Атанесян:
— Коли я дивився виставу «Номер 13» у постановці Володимира Машкова — буквально сповз під стілець від реготу і подумав, що добре б перенести цю історію на екран. У роботі над сценарієм пріоритетним завданням було зробити матеріал п'єси максимально доступним для нормального середньостатистичного глядача, який любить кіно, любить комедії, хоче видовища і відпочинку.
Андрій Кайков:
Мій герой — дуже чесний, порядний, який свято вірить у свою місію людина, яка намагається працювати на благо Росії. Потрапляючи в цей капкан обставин, він губиться і в підсумку ламається, бо за один день йому доводиться випробувати глибоке розчарування, страх і при цьому будь-яку ціну врятувати свого патрона.
Едуард Радзюкевич:
— Проб як таких не було. Мені подзвонили і сказали: «Олександр Атанесян затвердив вас на роль у своєму новому фільмі. Вам потрібно приїхати переговорити з ним». Я приїхав, ми переговорили, через місяць почалися зйомки. Мій герой — дуже впізнаваний образ чиновника, який замість засідання воліє розважатися з секретаркою в дорогому готелі. У результаті на мого героя обрушується купа проблем, які йому доводиться розсьорбувати. Але, можливо, завдяки цьому в ньому прокидаються якісь людські почуття, і врешті глядачеві буде його трохи шкода.
Євгенія Трофімова:
— Моя героїня — не обтяжені розумом принадність. Тип, дуже знайомий багатьом глядачам і тому смішний. Думаю, що цей фільм сподобається всім, тому що історія дуже запальна і весела.
Нонна Гришаєва:
— Моя героїня — світська дама. Типова сволота. Не дуже добре ставиться до чоловіка. Робить вигляд, що все чудово, а сама готова змінити йому при першому ж зручному випадку.
Роман Костомаров:
— У картині підібрався дуже яскравий акторський ансамбль. Мені, непрофесійному кіноартиста, було неймовірно приємно і комфортно працювати з партнерами-акторами. Оскільки половину фільму я граю труп, який перетягують з місця на місце, мої спортивні навички стали в пригоді.

## Бюджет і збори
За словами творців фільм знятий «на приватні гроші, без державної фінансової підтримки». Бюджет фільму, за словами режисера, складає «на папері 65 мільйонів рублів», а «живих грошей витрачено майже 47 з невеликим мільйонів», тому що оператор Михайло Мукасей (оператор-постановник, продюсер) знімав без гонорарів і надав безкоштовно техніку.
У кінопрокаті фільм зібрав більше 56 мільйонів рублів, після чого вийшов на DVD. 

## Відгуки про фільм
|  | Проблема в тому, що там, де у Куні був гострий на язик текст, іноді перемішаний з уїдливою політичною сатирою і закочений в безпрограшну форму комедії положень, у Атанесяна вийшло «6 кадрів». |

На думку Оксани Нараленкової, анімаційні фрагменти, що розкривають «таємні думки» персонажів, забавніші, ніж основна лінія фільму.

## Саундтрек
Офіційний саундтрек, що звучить у фільмі, записаний відомими представниками лейбла ЦАО Records, Занудою, RusKey і Легенди про..., А.Бандосом.

## Знімальна група
- Режисер — Олександр Атанесян
- Сценарист — Олександр Атанесян
- Продюсер — Олександр Атанесян, Михайло Мукасей, Андрій Кириллін, Леонід Тарасов
- Композитор — Сергій Чекрижов, Texx